# Dolichopus hirsutisetis
Dolichopus hirsutisetis är en tvåvingeart som först beskrevs av de Meijere 1916.  Dolichopus hirsutisetis ingår i släktet Dolichopus och familjen styltflugor. Inga underarter finns listade i Catalogue of Life.